# Gaia Crusaders
Gaia Crusaders est un beat them all développé Noise Factory, sorti sur borne d'arcade en 1999.

## Synopsis
Cinq guerriers tentent de rassembler les sept morceaux de la larme de Gaia afin d'empêcher la destruction de la Terre.